# 神保重吉

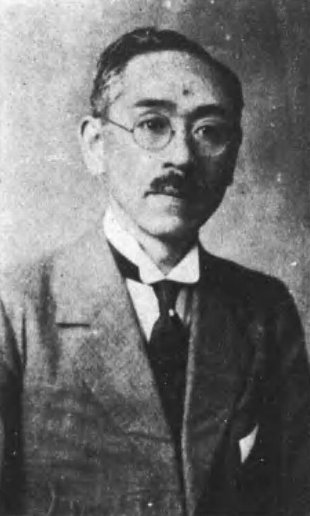
神保重吉

神保 重吉（じんぼ じゅうきち、1881年（明治14年）2月3日 - 1957年（昭和32年）12月31日）は、日本の衆議院議員（立憲政友会）、弁護士。

## 経歴
石川県珠洲郡正院村字川尻（現在の珠洲市）に、樋谷内助右衛門の三男に生まれ、神保康治の養子となった。1902年（明治35年）に石川県師範学校を卒業し、1915年（大正5年）に日本大学法律科を卒業した。1920年（大正9年）に判事検事登用試験に合格し、司法官試補に任ぜられるまでの10数年の間、小学校訓導・校長、金沢市書記などを務めた。1922年（大正11年）、官を辞して金沢市で弁護士事務所を開業。その後石川県会議員、同参事会員、金沢市会議員を歴任した。
1936年（昭和11年）、第19回衆議院議員総選挙に出馬し、当選を果たした。